# Wojciech Gajewski (starosta)
 Wojciech Gajewski z Błociszewa  herbu Ostoja (zm. w 1609 r.) – dziedzic dóbr Gorzyce, Gorzyczki, Przysieka Polska, Orle, Głuchowo i innych, starosta ujsko-pilski, dworzanin króla Zygmunta III Wazy.

## Życiorys
Wojciech Gajewski pochodził z Gaju w Wielkopolsce. Był synem Jana Gajewskiego, sędziego ziemskiego poznańskiego i Barbary z Czackich. Po śmierci ojca odziedziczył liczne dobra w Wielkopolsce, m.in. Gorzyczki, Witkówki, Słonino, części w Czaczu. W latach 1599–1608 wykupywał kolejne części w Czaczu od Macieja, Stanisława, Stefana i Prokopa Czackich. W roku 1599 kupił od Komorowskich wieś Śródka i części dóbr Pakawie za 14 000 zł. Tego roku nabył też wsie Orle i Głuchowo za 16 000 zł od Andrzeja Krzyskowskiego. Był także właścicielem wsi Śląskowo, którą kupił w 1604 roku od Mikołaja Zakrzewskiego za 5000 zł. Na dwa lata przed śmiercią, w roku 1607, sprzedał Witkówki i Słonino Łukaszowi Gułtowskiemu za 13 700 zł.
Wojciech Gajewski jako młody człowiek odbył wiele podróży po Europie. W tym okresie studiował filozofię i prawo. Edukację rozpoczął na uniwersytecie w Lipsku w 1587 roku. Następnie studiował filozofię w Heidelbergu. W latach 1591–1593 kształcił się w Bazylei, Strasburgu i Padwie, gdzie przyswajał zagadnienia z zakresu prawa. Dotarł również do Neapolu. 
Po powrocie do ojczyzny związał się z dworem króla Zygmunta III Wazy. Kilkukrotnie był wysyłany z różnymi poselstwami m.in. na Węgry w trakcie antyhabsburskiego powstania w latach 1604–1606. 
Gajewski w roku 1600 uczestniczył w działaniach wojennych prowadzonych przez Jana Zamoyskiego w Mołdawii i Wołoszczyźnie zwanych awanturami mołdawskimi. Służył także w trakcie wojny polsko-szwedzkiej (1600–1611). Wsławił się podczas oblężenia Wolmaru przez siły Rzeczypospolitej, które odbywało się w październiku i grudniu 1601 roku. W 1606 roku Gajewski został starostą ujsko-pilskim. W roku 1609 brał udział w oblężeniu Smoleńska, w trakcie którego poległ (postrzelono go w szyję). Zmarłemu zostało poświęcone epitafium napisane przez autora posługującego się pseudonimem Baltyzer:
Poległeś, cny Gajowski, w obozie stanąwszy
Pod Smoleńskiem, niestetyż, szable nie dobywszy.
Poczet został, a tyś sam w szyję postrzelony,
Nie mogłeś od balwierzów już być wyleczony.
Smoleńsko nieszczęśliwe, niegodnoś ty tego,
Żeś się cną krwią oblało starosty ujskiego!
Ciało jego z obozu do Polski wysłano,
Kilka mil od rycerstwa było prowadzono.
Potwierdzenie tego zdarzenia znajdujemy również w utworze Jana Krajewskiego:
Tam Gajewski, dworzanin królewski, zabity,
Człowiek dobry, cnotliwy, lecz wróg nieużyty
I cnocie nie folguje, atoli na pańskiej
Posłudze żywot skończył od ręki tyrańskiej,
Bo acz tylko szańcom się przyszedł przypatrować,
Zginął, którego wiele musiało żałować.
Wojciech Gajewski nie pozostawił potomstwa. Jego jedynym spadkobiercą był brat stryjeczny Łukasz Gajewski.